# Ivica Kralj
Ivica Kralj (Montenegrijns: Ивица Краљ) (Kotor, 26 maart 1973) is een Montenegrijns voormalig  doelman in het betaald voetbal.

## Clubcarrière
Kralj keepte van 1995 tot 1998 bij Partizan. Na drie seizoenen vertrok hij naar het Portugese FC Porto, het bleek geen succes en in hetzelfde seizoen verkaste de keeper naar Radnički Kragujevac, alwaar hij na enkele maanden weer vertrok om naar PSV te vertrekken om daar als reservekeeper te dienen. Kralj verbleef vier seizoenen in Eindhoven, met tussendoor een jaar bij de club waar hij begon, Partizan Belgrado. In de zomer van 2003 keerde Kralj terug bij Partizan waar hij tot 2007 speelde. Na een jaar FK Rostov uit Rusland vertrok hij naar FC Spartak Trnava in Slowakije.

## Interlandcarrière
Kralj was verder keeper van het Joegoslavisch voetbalelftal. Hij nam met de nationale ploeg deel aan het WK voetbal 1998 in Frankrijk, waar hij alle vier de duels onder de lat stond bij de selectie van bondscoach Slobodan Santrač. Joegoslavië werd in de achtste finales uitgeschakeld door Nederland (2-1).
Na zijn voetbalcarrière werkte Kralj enige tijd als spelersmakelaar. In januari 2015 werd hij voorzitter van FK Mačva Šabac.